# Олга Ђоковић
Олга Ђоковић (8. јануар 1945) бивша је југословенска и српска кошаркашица. 

## Каријера
Кошарком је почела да се бави у Првој гимназији у Сарајеву 1960. године. Члан сарајевске Босне је од 1960. године, да би 1963. заиграла у Омладинцу. Са Омладинцем је ушла у Прву лигу Југославије. Касније је Омладинац променио име у КК Жељезничар. За Жељезничар је одиграла 400 утакмица и постигла око 10.000 кошева. У дресу Жељезничара у сезони 1970/71. освојила је државно првенство и била најбољи стрелац тима. Била је капитен Жељезничара и репрезентације Југославије.
Као члан „Клермон Ферана“ је освојила две титуле првака Француске и два пута играла у финалу Купа европских шампиона. Каријеру је завршила у „АСМ Монферану” из Клермон Ферана. Играла је и за селекцију Европе. 
За репрезентацију Југославије одиграла је 169 утакмица. У државном тиму је играла 10 година. Освајач је две медаље на европским првенствима: сребрне у Месини 1968. и бронзане две године касније у Ротердаму.
Дугогодишња је новинарка франкфуртских Вести.

## Успеси
Југославија
- Сребро: Европско првенство  1968. Италија.
- Бронза: Европско првенство 1970. Холандија.